# Кастеллаццо-Борміда
Кастеллаццо-Борміда (італ. Castellazzo Bormida) — муніципалітет в Італії, у регіоні П'ємонт,  провінція Алессандрія.
Кастеллаццо-Борміда розташоване на відстані близько 460 км на північний захід від Рима, 75 км на схід від Турина, 9 км на південний захід від Алессандрії.
Населення — 4634 особи (2014).
Щорічний фестиваль відбувається il вівторка після la III неділі вересня. Покровитель — святий Степан.

## Демографія
Населення за роками:

Станом на 1 січня 2023 року в муніципалітеті офіційно проживало 548 іноземців з 41 країни, серед них 351 громадянин країн Євросоюзу та 7 громадян України.

## Сусідні муніципалітети
- Алессандрія
- Боргоратто-Алессандрино
- Казаль-Чермеллі
- Кастельспіна
- Фраскаро
- Фругароло
- Гамалеро
- Овільйо
- Предоза